# Madame (miniserie televisiva)
Madame è una miniserie televisiva del 2004 diretta da Salvatore Samperi, tratta da un soggetto scritto da Maurizio Costanzo e Teodosio Losito. È prodotta dalla Fascino PGT di Maria De Filippi per Canale 5.
La fiction televisiva è stata trasmessa in due puntate, in prima serata su Canale 5, il 22 e 23 novembre del 2004.